# Виноробство Чехії

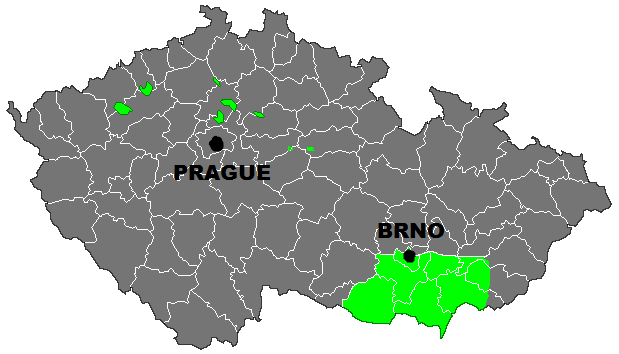
Виноробні регіони Чехії

Виноробство Чехії найрозвиненіше у регіоні Південна Моравія. Невеликі площі виноградників є також У Богемії. 

## Історія
Згідно даних археологічних розкопок виноробство на території сучасної Чехії з'явилось за часів Римської Імперії у 2 сторіччі до н.е. У середні віки поштовху виноробству надав Карл IV, який запровадив пільги для тих хто вирощував виноградники, а також закупив сорти винограду з Франції. Новий поштовх розвитку виноробства був наданий у 19 сторіччі, коли на території Чехії були створені заклади для навчання енологів. У наш час, після входження Чехії до Євросоюзу були прийняти закони та стандарти по виробництву вина.

## Регіони виноробства
У Моравії є 4 субрегіони:

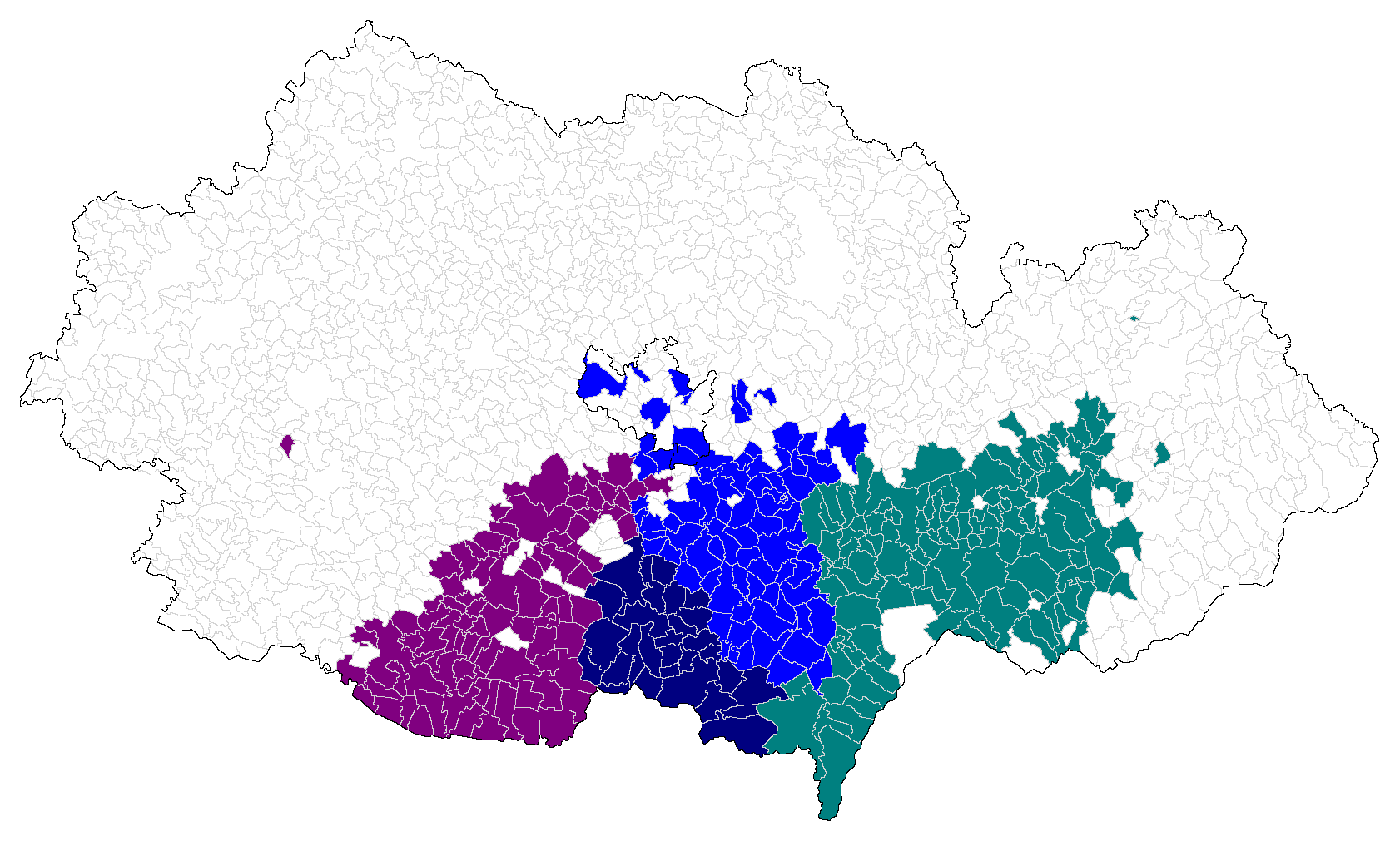
Виноробні регіони Південної Моравії

Зноємський субрегіон – місце виробництва, перш за все, білих ароматних вин, серед яких найвідомішим сортом є Вельтлінське зелене (чеськ. Veltlínské zelené). 
Велкопавловицький субрегіон (навколо містечка Велке Біловіце), завдяки глинистим ґрунтам, можна назвати серцем чеських червоних вин. Найпоширенішими сортами є Сватовавржинецьке (чеськ. Svatovavřinecké) і Франковка (Frankovka). 
Микуловський субрегіон є найбільшим за площею виноробним регіоном в Чехії. На території Валтіцького замку розташовується найбільший чеський виноробний центр. 
Словацький субрегіон розташований навколо міста Угерське Градіште. Це найпівнічніша область вирощування винограду в Моравії. Головними сортами є Рислінг рейнський (чеськ. Ryzlink rýnský), Руландське біле (чеськ. Rulandské bílé) і Руландське сіре (чеськ. Rulandské šedé).
У Богемії існує 2 субрегіони - в околицях міст Мельник та Літомержіце. Мельницький субрегіон спеціалізується на вирощуванні червоних сортів винограду - Піно Нуар та Синій Португал (чеськ. Modrý Portugal). З білих сортів вирощують Піно-грі (чеськ. Rulandské šedé) та Мюллер-тургау. Літомержицький субрегіон - найменший у Чехії. Тут вирощують Мюллер-тургау, Рислінг рейнський, Сен Лоран та Синій португал.

## Вина Чехії

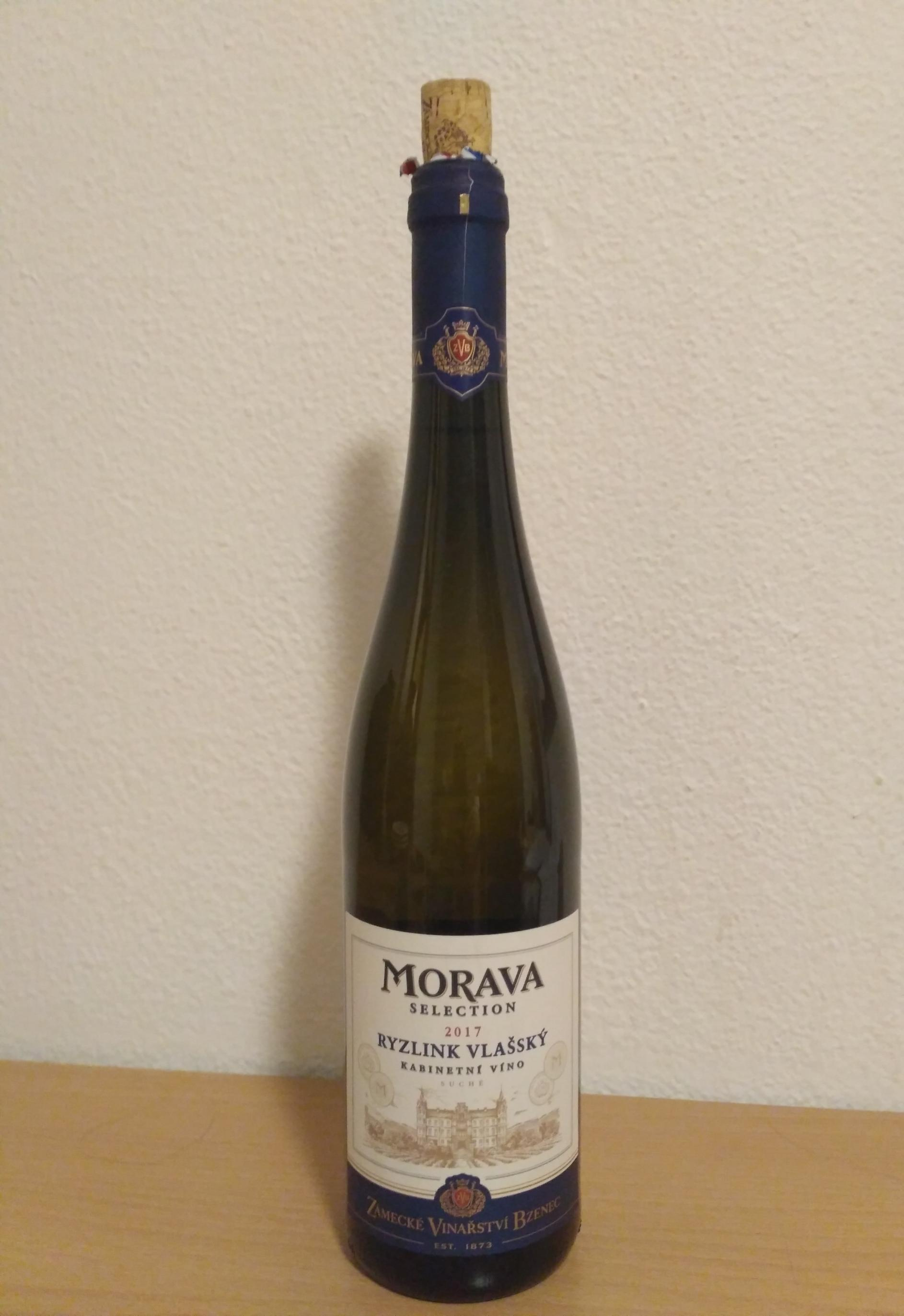
Пляшка моравського вина з винограду Вельшрислінг

За об'ємом та якістю у Чехії на першому плані сухі білі вина з місцевих та європейських сортів винограду. В невеликій кількості виробляються червоні сухі вина, але вони вважаються нижчими за якістю. Виробляються також екзотичні різновиди вин: солом'яне — з винограду, який після збору в'ялять на соломі протягом 3 місяців; льодяне — виноград збирають після настання перших заморозків;  чеськ. Výběr z cibéb — вино лікерного типу, грона в'ялиться прямо на кущі, вони вкриті благородною пліснявою.

## Класифікація
Класифікація чеських вин за якістю досить заплутана. Основні класи якості вин можуть в свою чергу поділятися на підкласи за певними ознаками вина.
- чеськ. Stolní víno — столове вино, вино найнижчої якості. Може вироблятись з винограду будь-якої країни Євросоюзу (навіть з незареєстрованих сортів).
- чеськ. Zemské víno — земське вино, виробляється тільки з місцевих сортів.
- чеськ. Jakostní víno — якісне вино, виробляється тільки з місцевих сортів певного регіону. Незважаючи на назву є доволі посереднім представником чеських вин.
- чеськ. Jakostní víno s přívlastkem — якісне вино з атрибутом — саме якісне вино Чехії, в свою чергу має наступні різновиди:
  - Кабінетне вино чеськ. Kabinetní víno — сухі легкі вина
  - Пізній збір чеськ. Pozdní sběr — виноград пізнього сбору, з якого отримують насичені сухі вина
  - Вибір з грон винограду чеськ. Výběr z hroznů — для отримання вина вибирають кращі грона винограду
  - Вибір з ягід винограду чеськ. Výběr z bobulí — для отримання вина вибирають кращі ягоди винограду
  - Вибір з ягід, вкритих благородною пліснявою чеськ. Výběr z cibéb — для отримання вина ягоди висихають на кущі винограду, вони вкриті благородною пліснявою
  - Льодяне вино чеськ. Ledové víno — ягоди збирають після настання заморозків
  - Солом'яне вино чеськ. Slámové víno — виноград після збору в'ялять на соломі[2]